# Pilotrichella crinata
Pilotrichella crinata là một loài Rêu trong họ Meteoriaceae. Loài này được (Sull.) Broth. mô tả khoa học đầu tiên năm 1891.